# Kantubek
Kantubek (ros. Кантубек także Kahtubek) – opuszczona osada na Wyspie Odrodzenia na Jeziorze Aralskim w Uzbekistanie.

## Historia
W czasach, gdy na wyspie funkcjonował tajny radziecki ośrodek badania i testowania broni biologicznej (założony w 1948, zlikwidowany w 1991), w Kantubeku mieściło się laboratorium (na amerykańskich fotografiach szpiegowskich Kantubek określano jako laboratory), a w odległości około 2,5 kilometra na północny wschód od Kantubeku położony był ośrodek, noszący rosyjską oficjalną nazwę Wozrożdienije (Возрождениe – „Odrodzenie”), oznaczany przez amerykańskie służby wywiadowcze jako Northern Support Facility – „północne urządzenia pomocnicze”). W tym okresie mieszkało w osadzie około 1500 ludzi. Niespełna 3 kilometry na północny zachód od Kantubeku i tyle samo na zachód od ośrodka Wozrożdienije, znajdowało się duże lotnisko z trzema pasami startowymi (najdłuższy miał blisko 3 kilometry długości). Mniejsze lądowisko, z jednym, krótszym pasem startowym znajdowało się około 9 kilometrów na południowy zachód od Kantubeku.
W tajnym ośrodku hodowano, testowano i przechowywano odmiany m.in. wąglika i licznych innych bakterii, mogących służyć do wywoływania epidemii na terytorium przeciwnika. Po upadku ZSRR ośrodek ten został opuszczony, przy czym wiele spośród znajdujących się tam pojemników ze śmiercionośną zawartością (m.in. z przetrwalnikami wąglika) nie zostało zniszczonych ani prawidłowo zabezpieczonych przed uszkodzeniem (m.in. przed korozją). Skala zagrożenia, jakiego można obawiać się po tym laboratorium, znana jest między innymi dzięki uciekinierowi z ZSRR, Kantajanowi Alibekowowi, który kierował radzieckim programem wąglika w broni biologicznej w innym, kazachskim centrum broni biologicznej, w Stepnogorsku. Porzucone i rdzewiejące pojemniki z bakteriami wyhodowanymi na Wyspie Odrodzenia mogą się rozszczelnić i wówczas za pośrednictwem ptaków, a od 2001 roku, kiedy wyspa stała się półwyspem i ma już połączenie lądowe z resztą kontynentu, również za pośrednictwem zwierząt lądowych, np. gadów takich jak węże, zarazki mogą być rozwleczone wokoło i w rezultacie zagrozić ludziom.
Wiosną i latem 2002 Brian Hayes, amerykański biochemik, poprowadził 113-osobową ekspedycję, która na mocy porozumienia między rządami Uzbekistanu i USA zneutralizowała od 100 do 200 ton wąglika. Koszt tej trzymiesięcznej operacji wyniósł około 5 milionów dolarów.
Zarówno Kantubek, jak i ośrodek Wozrożdienije popadają w ruinę i mimo że nazwy ich występują wciąż na mapach – nie są zamieszkane przez ludzi.